# Provinz Segovia
Segovia ist eine Provinz in Zentralspanien, im Süden der Autonomen Region Kastilien-León. Nachbarprovinzen sind Ávila, Burgos, Guadalajara, Madrid, Soria und Valladolid.
Die Provinz hat 156.788 Einwohnern (Stand: 2024), von denen rund 33 % in der Hauptstadt Segovia leben. Insgesamt gibt es 209 Gemeinden, von denen mehr als die Hälfte aus Dörfern mit weniger als 200 Einwohnern bestehen.

## Verwaltungsgliederung

### Comarcas

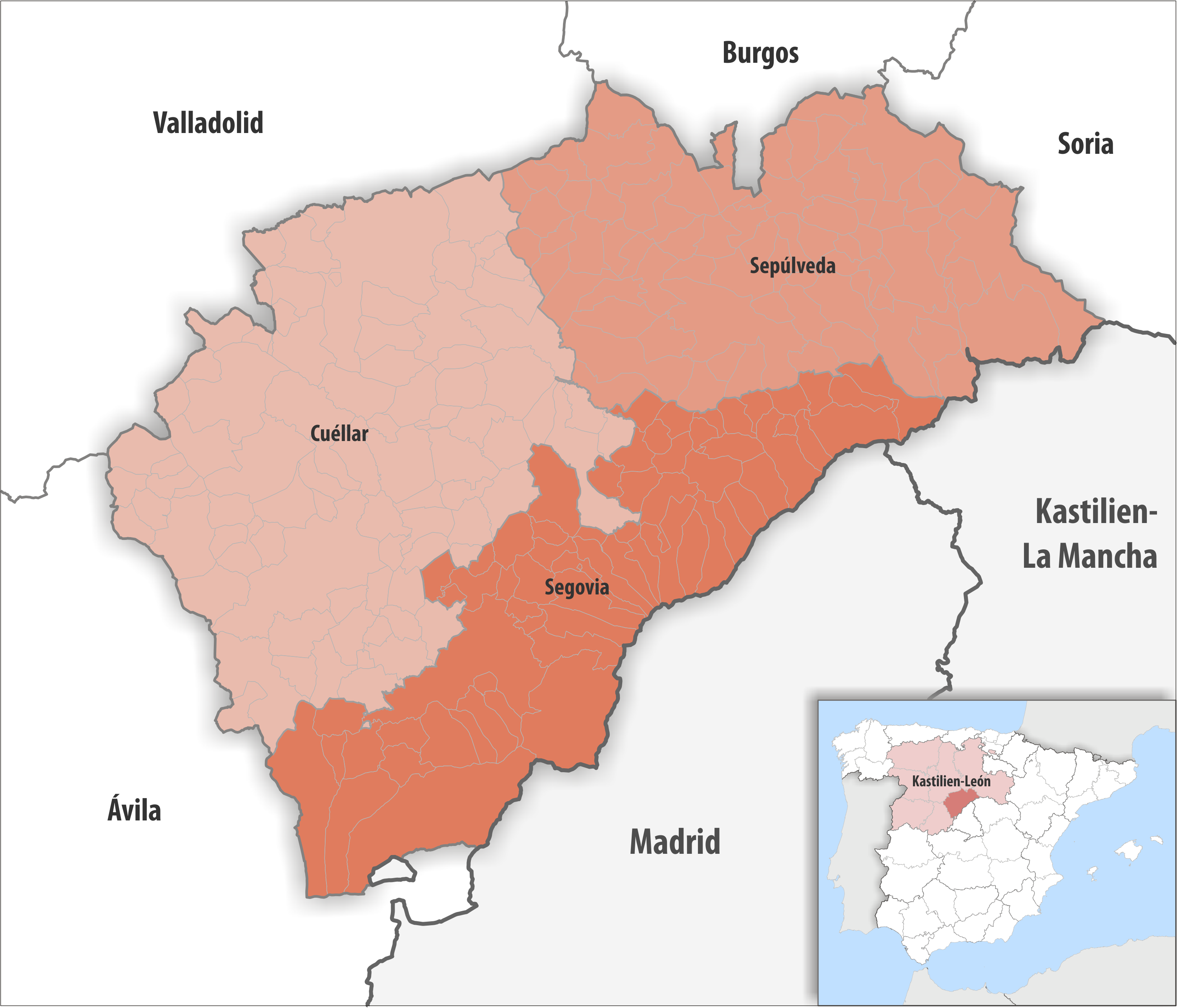
Comarcas in der Provinz Segovia

| Comarca         | Gemeinden | Einwohner (2024) | Fläche km² | Dichte Einw./km² | Hauptort  |
| --------------- | --------- | ---------------- | ---------- | ---------------- | --------- |
| Cuéllar         | 79        | 42.453           | 2.804,95   | 15               | Cuéllar   |
| Segovia         | 62        | 98.943           | 1.979,80   | 50               | Segovia   |
| Sepúlveda       | 68        | 15.392           | 2.138,01   | 7                | Sepúlveda |
| Provinz Segovia | 209       | 156.788          | 6.922,76   | 23               | Segovia   |

## Gerichtsbezirke

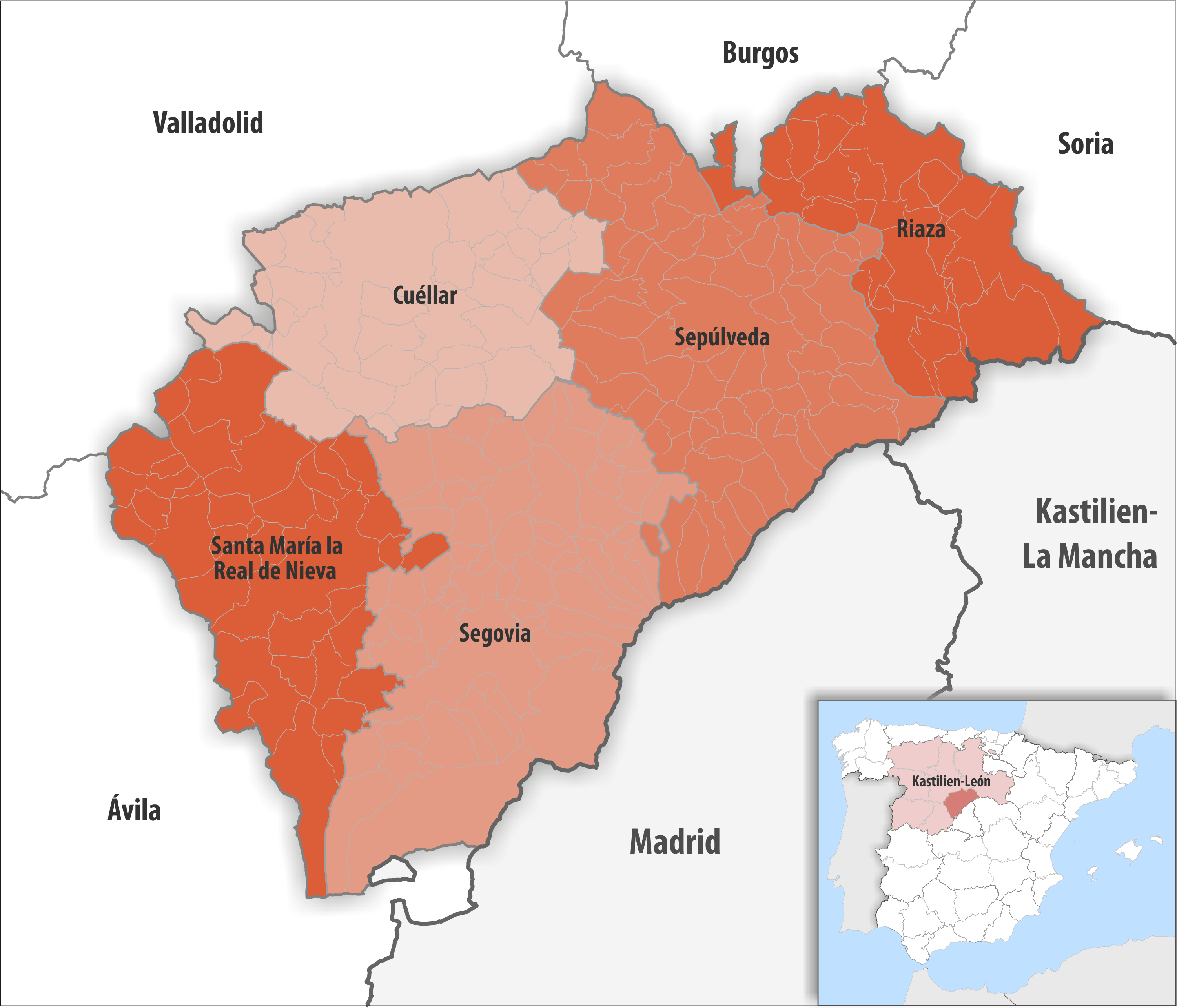
Gerichtsbezirke in der Provinz Segovia

| Gerichtsbezirk               | Gemeinden | Einwohner (2024) | Fläche km² | Dichte Einw./km² | Hauptquartier                |
| ---------------------------- | --------- | ---------------- | ---------- | ---------------- | ---------------------------- |
| Cuéllar                      | 32        | 21.641           | 1.184,84   | 18               | Cuéllar                      |
| Riaza                        | 23        | 4.821            | 910,11     | 5                | Riaza                        |
| Santa María la Real de Nieva | 36        | 12.975           | 1.330,59   | 10               | Santa María la Real de Nieva |
| Segovia                      | 55        | 104.597          | 1.818,88   | 58               | Segovia                      |
| Sepúlveda                    | 63        | 12.754           | 1.678,34   | 8                | Sepúlveda                    |
| Provinz Segovia              | 209       | 156.788          | 6.922,76   | 23               | Segovia                      |

## Größte Gemeinden
(Stand 2024)
| Gemeinde   | Einwohner |
| ---------- | --------- |
| Segovia    | 51.525    |
| El Espinar | 10.145    |

Kleinste Gemeinde ist Ventosilla y Tejadilla mit 17 Einwohnern.